# Новые Боросены
Новые Боросены (рум. Borosenii Noi, Боросений Ной) — село в Рышканском районе Молдавии. Относится к сёлам, не образующим коммуну.

## География
Село расположено на высоте 156 метров над уровнем моря.

## Население
По данным переписи населения 2004 года, в селе Боросений Ной проживает 2025 человек (993 мужчины, 1032 женщины).
Этнический состав села:
| Национальность | Число жителей | Процентный состав |
| -------------- | ------------- | ----------------- |
| молдаване      | 1972          | 97.38             |
| украинцы       | 27            | 1.33              |
| русские        | 17            | 0.84              |
| румыны         | 3             | 0.15              |
| прочие         | 6             | 0.3               |
| Всего          | 2025          | 100%              |